# Canton de Montpellier-4
Le canton de Montpellier 4 est une circonscription électorale française située dans le département de l'Hérault, dans l'arrondissement de Montpellier.

## Histoire
Un nouveau découpage territorial de l'Hérault (département) entre en vigueur à l'occasion des élections départementales de 2015. Il est défini par le décret du 26 février 2014, en application des lois du 17 mai 2013 (loi organique 2013-402 et loi 2013-403). Les conseillers départementaux sont, à compter de ces élections, élus au scrutin majoritaire binominal mixte. Les électeurs de chaque canton élisent au Conseil départemental, nouvelle appellation du Conseil général, deux membres de sexe différent, qui se présentent en binôme de candidats. Les conseillers départementaux sont élus pour 6 ans au scrutin binominal majoritaire à deux tours, l'accès au second tour nécessitant 12,5 % des inscrits au 1er tour. En outre la totalité des conseillers départementaux est renouvelée. Ce nouveau mode de scrutin nécessite un redécoupage des cantons dont le nombre est divisé par deux avec arrondi à l'unité impaire supérieure si ce nombre n'est pas entier impair, assorti de conditions de seuils minimaux. Dans l'Hérault, le nombre de cantons passe ainsi de 49 à 25.

## Représentation

### Représentation avant 2015
| Période      | Période                  | Identité         | Étiquette      | Qualité |
| ------------ | ------------------------ | ---------------- | -------------- | --- |
| 1973         | 1976                     | Michel Belorgeot | PS             | Professeur, adjoint au Maire de Montpellier |
| 1976         | 1988                     | Willy Diméglio   | RI puis UDF-PR | Secrétaire général du district Député de l'Hérault (1986-1997), membre du conseil municipal de Montpellier (1983-1995) |
| 1988         | 2008                     | Louis Calmels    | PS             | Professeur de physique à l'IUT Adjoint au maire de Montpellier (1995-2001), membre du conseil municipal de Montpellier (1983-2001) |
| 2008         | juillet 2012 (démission) | Patrick Vignal   | PS             | Industriel - Chef d'entreprise Adjoint au maire de Montpellier Président de la Commission de la Culture, du Sport de la Jeunesse et des Loisirs, de la Prévention santé et des Relations internationales de la Municipalité Député à partir du 20 juin 2012 |
| juillet 2012 | 2015                     | Sylvie Buffalon  | PS             | Formatrice |

### Représentation après 2015
| Période élective | Période élective | Mandat         | Mandat       | Identité                      | Nuance | Nuance | Qualité |
| ---------------- | ---------------- | -------------- | ------------ | ----------------------------- | ------ | ------ | --- |
| 2015             | 2021             | 2015           | 2021         | Philippe Sorez                |        | LREM   | ancien Président de Saint-Martin Gazelec ancien Président du conseil consultatif du quartier Près d’Arènes |
| 2015             | 2021             | 2015           | juillet 2017 | Patricia Mirallès (démission) |        | LREM   | Adjointe au maire de Montpellier, députée                                                                  |
| 2015             | 2021             | 7 juillet 2017 | 2021         | Manare Khali                  |        | LREM   | Educatrice au sein de la Protection judiciaire de la jeunesse                                              |
| 2021             | 2028             | 2021           | en cours     | Jean Almarcha                 |        | PS     | Professeur de collège retraité                                                                             |
| 2021             | 2028             | 2021           | en cours     | Corinne Gournay Garcia        |        | PCF    | Médecin biologiste au CHU de Montpellier                                                                   |

### Résultats détaillés

#### Élections de mars 2015
À l'issue du 1er tour des élections départementales de 2015, deux binômes sont en ballottage : Cédrick Bosch et Audrey Lledo (FN, 25,82 %) et Patricia Miralles et Philippe Sorez (DVG, 20,82 %). Le taux de participation est de 47,21 % (16 095 votants sur 34 095 inscrits) contre 51,87 % au niveau départemental et 50,17 % au niveau national.
Au second tour, Patricia Miralles et Philippe Sorez (DVG) sont élus avec 66,25 % des suffrages exprimés et un taux de participation de 49,39 % (10 284 voix pour 16 838 votants et 34 095 inscrits).
Philippe Sorez, Patricia Mirallès et Manare Khali sont membres de LREM.

#### Élections de juin 2021
Le premier tour des élections départementales de 2021 est marqué par un très faible taux de participation (33,26 % au niveau national). Dans le canton de Montpellier-4, ce taux de participation est de 26,98 % (10 047 votants sur 37 243 inscrits) contre 33,27 % au niveau départemental. À l'issue de ce premier tour, deux binômes sont en ballottage : Jean Almarcha et Corinne Gournay Garcia (Union à gauche, 35,97 %) et Dylan Cauvin et France Jamet (RN, 23,2 %).
Le second tour des élections est marqué une nouvelle fois par une abstention massive équivalente au premier tour. Les taux de participation sont de 34,36 % au niveau national, 34,7 % dans le département et 28 % dans le canton de Montpellier-4. Jean Almarcha et Corinne Gournay Garcia (Union à gauche) sont élus avec 69,93 % des suffrages exprimés (6 797 voix pour 10 431 votants et 37 255 inscrits),,.

## Composition

### Composition de 1973 à 2015

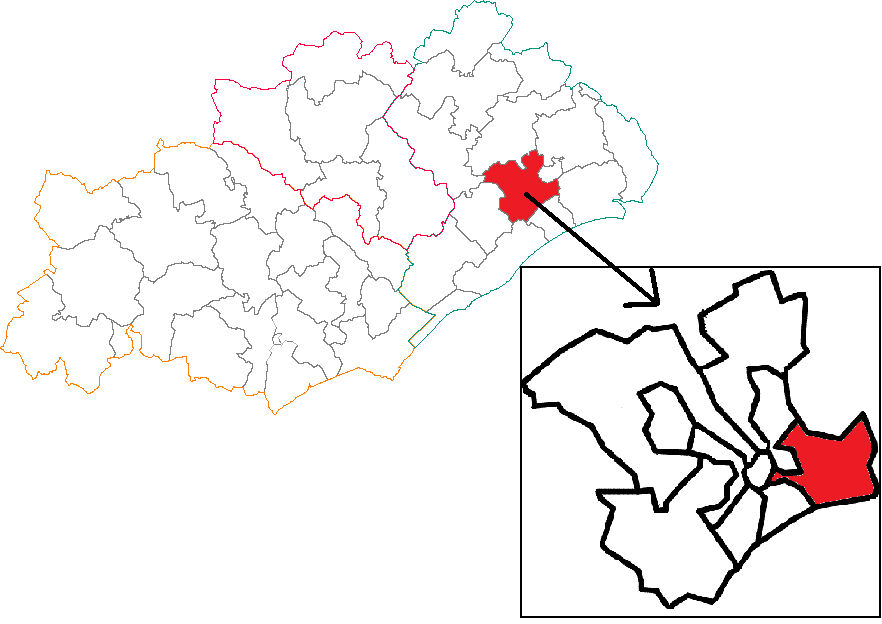
Situation du Canton de Montpellier-4 dans le département de l'Hérault avant 2015.

Il incluait les quartiers suivants de l'est de Montpellier :
- sur la rive droite du Lez :
  - Boulevard de Strasbourg ;
  - Gare ;
  - Les Aubes ;
  - Cité Saint-Roch ;
  - Consuls de Mer ;
  - Rives du Lez.

- tout le territoire montpelliérain sur la rive gauche de ce fleuve :
  - La Pompignane ;
  - Richter ;
  - Millénaire ;
  - Port Marianne ;
  - Jardins de la Lironde ;
  - Grammont ;
  - Odysseum ;
  - Montaubérou ;
  - La Méjanelle.

### Composition depuis 2015
| Nom                                 | Code Insee | Intercommunalité                   | Superficie (km2) | Population (dernière pop. légale)                 | Densité (hab./km2) | Modifier                                    |
| ----------------------------------- | ---------- | ---------------------------------- | ---------------- | ------------------------------------------------- | ------------------ | ------------------------------------------- |
| Montpellier (bureau centralisateur) | 34172      | Montpellier Méditerranée Métropole | 56,88            | Fraction : 68 969 (2022) Commune : 307 101 (2022) | 5 399              | modifier les données · modifier les données |
| Canton de Montpellier-4             | 3418       |                                    |                  | 68 969 (2022)                                     |                    | modifier les données                        |

Le canton est désormais formé de la partie de la commune de Montpellier située au sud d'une ligne définie par l'axe des voies et limites suivantes : depuis la limite territoriale de la commune de Saint-Jean-de-Védas, route de Lavérune, avenue de la Croix-du-Capitaine, rue de Claret, avenue de Toulouse, boulevard Berthelot, boulevard Vieussens, boulevard Rabelais, boulevard d'Orient, boulevard de Strasbourg, avenue Albert Dubout, avenue du Petit Train, chemin de Moularès, ligne droite jusqu'au cours d'eau du Lez à l'intersection avec l'avenue du Pirée, cours du Lez, jusqu'à la limite territoriale de la commune de Lattes.

## Démographie

### Démographie avant 2015
| 1975 | 1982 | 1990   | 1999   | 2006   | 2011   | 2012   |
| ---- | ---- | ------ | ------ | ------ | ------ | ------ |
| -    | -    | 15 842 | 23 193 | 29 075 | 31 827 | 33 306 |

### Démographie depuis 2015
En 2022, le canton comptait 68 969 habitants, en évolution de +15,79 % par rapport à 2016 (Hérault : +7,49 %, France hors Mayotte : +2,11 %).
| 2013   | 2018   | 2022   |
| ------ | ------ | ------ |
| 56 068 | 62 471 | 68 969 |